# Mifunesaurus
"Mifunesaurus" (“lagarto de Mifune”) es el nombre informal dado a un género de un posible dinosaurio terópodo que vivió a mediados del  período Cretácico, hace aproximadamente 95 millones de años en el Cenomaniense, en el Japón. Del tamaño de un megalosaurio, y conocido por uno pocos huesos, entre los que se encuentran una tibia, una falange, metatarso y un solo diente. Él nombre fue mencionado por primera vez por Hisa en 1985 y discutido por Dong et al. en La Era de los Dinosaurios en Japón y China (1990).